# Rosa Höller
Rosa Höller (* 19. Februar 1924 in Probitz, Südmähren, Tschechoslowakei, als Rosa Schmid; † 16. Juni 2009 in Amstetten) war eine österreichische Leichtathletin, die parallel zu ihrer Sportlaufbahn als Lehrerin tätig war.

## Leben und Karriere
Rosa Höller wurde am 19. Februar 1924 als Rosa Schmid in der kleinen tschechoslowakischen Ortschaft Probitz, wenige Kilometer von der österreichischen Grenze entfernt, geboren. Ihre Leichtathletikkarriere begann sie im nahen Znaim beim dortigen SC Znaim. Später kam sie nach Amstetten, wo sie der Union Amstetten beitrat. Zu ihren leichtathletischen Spezialdisziplinen zählten der Speerwurf, Kugelstoßen und der Moderne Fünfkampf. Mit 15 Jahren wurde sie erstmals Gaumeisterin im Speerwurf und konnte diesen Erfolg in den Jahren 1940 und 1941 wiederholen. Nach dem Zweiten Weltkrieg wurde sie 1946 niederösterreichische Landesmeisterin im Kugelstoßen und gewann 1954 die niederösterreichische Landesmeisterschaft im Speerwurf. Im selben Jahr konnte sie sich bei den Union-Landeskampfspielen im Fünfkampf durchsetzen und wurde dadurch Österreichische Staatsmeisterin. Höller, die als Lehrerin in Amstetten tätig war und um 1954/55 in einer Wohnung in der Klosterstraße 12 in Amstetten lebte, war Trägerin des Österreichischen Sportabzeichens und war Inhaberin verschiedener Ehrendiplome. Über ihr weiteres Leben und ihre weitere Sportlaufbahn ist nichts Näheres bekannt. 
Am 16. Juni 2009 starb Höller 85-jährig in Amstetten und wurde am 22. Juni 2009 im Familiengrab am städtischen Friedhof beerdigt.